# Cédric Soares
Cédric Ricardo Alves Soares, conegut com a Cédric, (Singen, Alemanya, 31 d'agost de 1991) és un jugador de futbol portuguès que juga com a lateral dret. Ha estat jugador de diferents clubs portuguesos i anglesos, com el Sporting Clube de Portugal o el Southampton FC, on s'hi va estar quatre temporades. Ha estat també internacional amb la selecció de Portugal.
El 18 de juny de 2015, Cédric va signar un contracte de quatre anys amb Southampton. El club anglès va pagar 6,5 milions d'euros.
El 24 de juny de 2020, va deixar l'equip a cost zero al final del contracte i va signar amb l'Arsenal FC a llarg termini. Va jugar cedit al Fulham el 2023 abans de deixar l'Arsenal un any després.

## Títols
Académica
- Copa portuguesa: 2011–12

Sporting
- Copa portuguesa: 2014–15

Arsenal
- Copa anglesa: 2019–20
- Supercopa d'Anglaterra: 2020

Selecció portuguesa
- Eurocopa: 2016